# Euro Floorball Tour 2015 (Männer)
Die Euro Floorball Tour ist ein zwei Mal im stattfindendes Unihockeyturnier mit den Nationalmannschaften der Schweiz, Schwedens, Finnlands und Tschechiens. Die Euro Floorball Tour 2015 der Männer (kurz: EFT) war das Unihockeyturnier im Jahre 2015 der Euro Floorball Tour. Es wurde im April und November 2015 in Sandviken bzw. Brünn ausgetragen. Die April-Ausgabe konnte von Finnland und die November-Ausgabe von der Nationalmannschaft Schwedens gewonnen werden.

## April – Sandviken
Die April-Ausgabe der Euro Floorball Tour 2015 wurde zwischen dem 24. und 26. April in Sandviken ausgetragen. Gespielt wurde in der Göransson Arena.

### Spiele
| Datum      | Uhrzeit | Mannschaften          | Resultat  |
| ---------- | ------- | --------------------- | --------- |
| 24.04.2015 | 16:00   | Finnland – Schweiz    | 11-4      |
| 24.04.2015 | 19:03   | Schweden – Tschechien | 7-3       |
| 25.04.2015 | 14:00   | Tschechien – Finnland | 2-5       |
| 25.04.2015 | 17:01   | Schweden – Schweiz    | 10-2      |
| 26.04.2015 | 11:00   | Tschechien – Schweiz  | 9-16      |
| 26.04.2015 | 14:00   | Schweden – Finnland   | 3-4 n. P. |

### Tabelle
| Rang | Mannschaft | Spiele | Siege | Niederlagen | T     | P |
| ---- | ---------- | ------ | ----- | ----------- | ----- | - |
| 1.   | Finnland   | 3      | 3     | 0           | 20-9  | 8 |
| 2.   | Schweden   | 3      | 2     | 1           | 20-9  | 7 |
| 3.   | Schweiz    | 3      | 1     | 2           | 22-30 | 3 |
| 4.   | Tschechien | 3      | 0     | 3           | 14-28 | 0 |

### Skorer
| Rang | Spieler                     | Mannschaft | Spiele | Tore | Assist | Punkte | Strafminuten |
| ---- | --------------------------- | ---------- | ------ | ---- | ------ | ------ | ------------ |
| 1.   | Manuel Maurer               | Schweiz    | 3      | 5    | 3      | 8      | 0            |
| 2.   | Remo Buchli                 | Schweiz    | 3      | 3    | 5      | 8      | 2            |
| 3.   | Claudio Laely               | Schweiz    | 3      | 6    | 1      | 7      | 0            |
| 4.   | Rasmus Enstrom              | Schweden   | 3      | 3    | 4      | 7      | 0            |
| 5.   | Robin Nilsberth             | Schweden   | 3      | 2    | 5      | 7      | 0            |
| 6.   | Kim Nilsson                 | Schweden   | 3      | 4    | 1      | 5      | 2            |
| 7.   | Alexander Galante Carlstrom | Schweden   | 2      | 3    | 2      | 5      | 2            |
| 8.   | Manuel Engel                | Schweiz    | 3      | 2    | 3      | 5      | 0            |
| 9.   | Jami Manninen               | Finnland   | 3      | 2    | 3      | 5      | 2            |
| 10.  | Tim Braillard               | Schweiz    | 3      | 1    | 4      | 5      | 0            |

### Goaliestatistiken
| Rang | Spieler           | Mannschaft | Spiele | Saves | Gegentore | %     |
| ---- | ----------------- | ---------- | ------ | ----- | --------- | ----- |
| 1.   | Jonathan Paulsson | Schweden   | 3      | 22    | 2         | 91.66 |
| 2.   | Santtu Strandberg | Finnland   | 3      | 19    | 2         | 90.47 |
| 3.   | Johan Rehn        | Schweden   | 3      | 47    | 6         | 88.67 |
| 4.   | Lukas Bauer       | Tschechien | 3      | 28    | 5         | 84.84 |
| 5.   | Eero Kosonen      | Finnland   | 3      | 35    | 7         | 83.33 |
| 6.   | Jan Binder        | Tschechien | 3      | 62    | 23        | 72.94 |
| 7.   | Pascal Meier      | Schweiz    | 3      | 31    | 19        | 62.00 |
| 8.   | Martin Hitz       | Schweiz    | 3      | 16    | 11        | 59.25 |

## November – Brünn
Die November-Ausgabe der Euro Floorball Tour 2015 wurde zwischen dem 6. und 8. November in Brünn ausgetragen.

### Spiele
| Datum      | Uhrzeit | Mannschaften          | Resultat  |
| ---------- | ------- | --------------------- | --------- |
| 06.11.2015 | 17:45   | Tschechien – Schweden | 1-9       |
| 06.11.2015 | 20:29   | Finnland – Schweiz    | 3-6       |
| 07.11.2015 | 16:00   | Schweiz – Schweden    | 5-12      |
| 07.11.2015 | 19:00   | Tschechien – Finnland | 3-6       |
| 08.11.2015 | 11:45   | Schweden – Finnland   | 5-4 n. P. |
| 08.11.2015 | 16:00   | Tschechien – Schweiz  | 5-6       |

### Tabelle
| Rang | Mannschaft | Spiele | Siege | Niederlagen | T     | P |
| ---- | ---------- | ------ | ----- | ----------- | ----- | - |
| 1.   | Schweden   | 3      | 3     | 0           | 26-10 | 8 |
| 2.   | Schweiz    | 3      | 2     | 1           | 17-20 | 6 |
| 3.   | Finnland   | 3      | 1     | 2           | 13-14 | 4 |
| 4.   | Tschechien | 3      | 0     | 3           | 9-21  | 0 |

### Skorer
| Rang | Spieler                     | Mannschaft | Spiele | Tore | Assist | Punkte | Strafminuten |
| ---- | --------------------------- | ---------- | ------ | ---- | ------ | ------ | ------------ |
| 1.   | Rasmus Enstrom              | Schweden   | 3      | 3    | 3      | 6      | 0            |
| 2.   | Alexander Galante Carlstrom | Schweden   | 3      | 4    | 0      | 4      | 2            |
| 3.   | Johannes Larsson            | Schweden   | 3      | 4    | 0      | 4      | 2            |
| 4.   | Jonas Svahn                 | Schweden   | 3      | 3    | 1      | 4      | 0            |
| 5.   | Nicola Bischofberger        | Schweiz    | 3      | 3    | 1      | 4      | 2            |
| 6.   | Kim Nilsson                 | Schweden   | 3      | 2    | 2      | 4      | 0            |
| 7.   | Eemeli Salin                | Finnland   | 3      | 2    | 2      | 4      | 2            |
| 8.   | Linus Nordgren              | Schweden   | 3      | 2    | 2      | 4      | 2            |
| 9.   | Johan Samuelsson            | Schweden   | 3      | 0    | 4      | 4      | 2            |
| 10.  | Patrick Mendelin            | Schweiz    | 3      | 3    | 0      | 3      | 0            |

### Goaliestatistiken
| Rang | Spieler           | Mannschaft | Spiele | Saves | Gegentore | %     |
| ---- | ----------------- | ---------- | ------ | ----- | --------- | ----- |
| 1.   | Jonathan Paulsson | Schweden   | 3      | 37    | 5         | 88.09 |
| 2.   | Jarno Ihme        | Finnland   | 3      | 13    | 4         | 76.47 |
| 3.   | Pascal Meier      | Schweiz    | 3      | 24    | 8         | 75.00 |
| 4.   | Johan Rehn        | Schweden   | 3      | 14    | 5         | 73.68 |
| 5.   | Eero Kosonen      | Finnland   | 3      | 23    | 9         | 71.87 |
| 6.   | Tomas Kafka       | Tschechien | 3      | 23    | 12        | 65.71 |
| 7.   | Samuel Thut       | Schweiz    | 3      | 14    | 12        | 53.84 |
| 8.   | Lukas Soucek      | Tschechien | 3      | 5     | 9         | 35.71 |